# Свети Георги (базилика в София)
Вижте пояснителната страница за други значения на Свети Георги.
„Свети Георги“ е българска православна църква в центъра на столицата София.

## Местоположение
Храмът е разположен в едноименната градина на бул. „Патриарх Евтимий", в близост се намира пешеходната част от бул. „Витоша", Национален дворец на културата и Петте кьошета.

## История
Църквата е построена през 1899 – 1909 година по проект на архитект Алекси Начев. Освещаването на храма става на 11 ноември 1918 година от митрополит Василий Доростолски и Червенски. Построена е със средства на Войската и е смятана за храм на военните.

## Описание
В архитектурно отношение сградата е трикорабна базилика с притвор с 35 m дължина, 20 m ширина и 20 m височина. Светите престола са три – централният е посветен на Свети Георги Победоносец (празник 6 май), южният на Свети Иван Рилски (празник 19 октомври), а северният на Свети Василий Велики (празник на 1 януари). Освен централния купол, базиликата има и два по-малки над притвора.
Стенописите са от Михаил Малецки. Изографисването на храма започва през 2001 година, като централният купол е изписан през 2002 година. Цялостното изографисване на храма отнема над девет години, до 2010 година. През 2012 г. стенописите са осветени.
Олтарните двери, владишкият трон и амвонът са с дърворезба. Резбата е дело на четирима знаменити резбари от различни школи и поколения. Иконостасът, владишкият трон и амвонът са дело на дебърски майстори от рода Филипови. В 1941 година Методи Балалчев прави клиросите и троновете на храма.
В църквата се съхранява камъкът, където е бил убит и погребан Свети Георги Софийски Нови, открит недалеч от храма.